# 조르주 생크역
조르주 생크(프랑스어: George V, 프랑스어: [ʒɔʁʒ sɛ̃k] ( 듣기))역은 샹젤리제 아래에 있는 파리 메트로 1호선의 역이다.
이 역은 1900년 7월 19일 포르트 드 뱅센과 포르트 마이요 사이의 1호선의 초기 구간에서 열차가 운행되기 시작한 지 거의 한 달 후인 1900년 8월 13일에 연장 개통되었다. 원래는 크림 전쟁에서 알마 전투의 기념으로 이름 붙여진 근처의 거리를 따서 알마(Alma) 역이라고 불렸다.
1920년 5월 27일, 영국의 조지 5세(George V)가 제1차 세계 대전 중 프랑스를 지지한 것에 감사하여 거리명과 역명을 바꾸었다. 역 입구는 샹젤리제의 바사노 거리(Rue de Bassano)와 조르주 생크 애비뉴(Avenue George V) 사이에 위치해 있다.

## 역 구조
| 거리층         |                                                        |                                                        |
| M              | 대합실                                                 | 대합실                                                 |
| P 1호선 승강장 | 상대식 승강장, 오른쪽 출입문이 열림, 스크린도어 설치됨 | 상대식 승강장, 오른쪽 출입문이 열림, 스크린도어 설치됨 |
| P 1호선 승강장 | 1번 승강장                                             | ← 라 데팡스-그랑드 아르슈 방면 (샤를 드 골-에투알)     |
| P 1호선 승강장 | 2번 승강장                                             | → 샤토 드 뱅센 방면 (프랭클린 D. 루즈벨트)→            |
| P 1호선 승강장 | 상대식 승강장, 오른쪽 출입문이 열림, 스크린도어 설치됨 |                                                        |

## 인근 역세권
- 샹젤리제 거리(Avenue des Champs-Élysées)
- 상공회의소 일드프랑스-파리 지부(Chambre de commerce et d'industrie de région Paris - Île-de-France)
- 바리에르(Fouquet's)
- 호텔 바리에르 르푸케츠(Hôtel Fouquet's Barrière)
- 호텔 조르주 생크(Hôtel George-V)
- 호텔 프린스 드 갈(Hôtel Prince de Galles)
- 리도 (카바레)(Lido (cabaret))

## 같이 보기
- 유사한 명칭의 시설:
  - 호텔 조르주 생크(Hôtel George-V)
  - 킹 조지 5세 역(King George V DLR station)
- 인접역:
  - 샤를 드 골-에투알 역
  - 프랭클린 D. 루즈벨트 역